# Oz./世界は美しいはずなんだ/スモーキーヒロイン
「Oz./世界は美しいはずなんだ/スモーキーヒロイン」（オズ せかいはうつくしいはずなんだ スモーキーヒロイン）は、日本のミュージシャン・yamaの2作目のシングル。2021年11月24日にMASTERSIX FOUNDATIONより発売。

## 概要
前作『麻痺』から約9ヶ月ぶりのリリースとなり、自身初のトリプルA面シングル。
CDは、初回生産限定盤（CD+Blu-ray）期間生産限定盤（CDのみ）、通常盤（CDのみ）の3形態で発売。
表題曲はそれぞれ、泣き虫☔︎、大木伸夫 （ACIDMAN）、川谷絵音（indigo la End、ゲスの極み乙女、ジェニーハイ）が手掛けている。

## 収録曲
| #         | タイトル                                   | 作詞・作曲 |      |
| --------- | ------------------------------------------ | ---------- | ---- |
| 1.        | 「Oz.」                                    | 泣き虫☔︎   |      |
| 2.        | 「世界は美しいはずなんだ」                 | 大木伸夫   |      |
| 3.        | 「スモーキーヒロイン」                     | 川谷絵音   |      |
| 4.        | 「麻痺（From THE FIRST TAKE）」            | TOOBOE     |      |
| 5.        | 「Oz.（TV SIZE）」(期間生産限定盤のみ収録) |            |      |
| 合計時間: | 合計時間:                                  | 合計時間:  | 0:00 |

## タイアップ
Oz.
フジテレビ系ノイタミナ『王様ランキング』エンディングテーマ
世界は美しいはずなんだ
花王「エッセンシャル ザビューティ」CMソング
スモーキーヒロイン
ABEMAドラマ『恋愛ドラマな恋がしたい～Kissing the tears away～』主題歌